# Jean-Marc Jancovici
Pour les articles homonymes, voir JMJ (homonymie).
Jean-Marc Jancovici, né le 13 février 1962, est un ingénieur, enseignant et conférencier français, spécialisé dans les questions d'énergie et de climat.
Diplômé de l'École polytechnique, ingénieur de l'École nationale supérieure des télécommunications, il est le créateur du bilan carbone, qu'il a développé pour l'Agence de l'environnement et de la maîtrise de l'énergie. Il cofonde en 2007 avec Alain Grandjean Carbone 4, un cabinet de conseil qui vend des bilans carbone aux entreprises, ainsi que le think tank The Shift Project en 2010. Depuis 2008, il est enseignant vacataire à l'École nationale supérieure des mines de Paris. Dans les années 2010, il se fait surtout connaître par ses conférences de sensibilisation et de vulgarisation sur les thèmes du réchauffement climatique et de la production d'énergie. En 2018, il devient membre du Haut Conseil pour le climat auprès du Premier ministre. Publiée en 2021, sa bande dessinée Le Monde sans fin, coécrite et dessinée par Christophe Blain, s'écoule à plus d’un million d’exemplaires en France.
Engagé en faveur de la lutte contre le dérèglement climatique, en particulier dans la réduction des émissions de gaz à effet de serre, il milite notamment pour la sobriété énergétique. Selon lui, le modèle actuel des sociétés occidentales est voué à la décroissance, car il repose sur des combustibles fossiles qu’aucune alternative ne permettrait de remplacer à l’identique en termes de quantité ou de disponibilité. Afin de conserver un certain niveau de développement, il propose notamment de miser sur l'énergie nucléaire en plus du développement des énergies renouvelables (même s'il défend l'idée d'un moratoire sur ces dernières), ce qui lui attire différentes critiques.

## Biographie

### Formation, premiers emplois et famille
Fils de Bernard Jancovici, physicien et professeur à l'université Paris-Sud,, Jean-Marc Jancovici est né le 13 février 1962 à Paris.
Après avoir mené une partie de ses études à Grenoble où son père est nommé à un poste de professeur, il suit l'enseignement de mathématiques spéciales au lycée Louis-le-Grand. Il est diplômé de l'École polytechnique (promotion 1981) et ingénieur civil de l'École nationale supérieure des télécommunications (promotion 1986),.
Indiquant avoir vécu « une crise d'adolescence à retardement » à l'issue de sa formation, il répond à l'annonce lancée par l'acteur Franck Cabot-David et monte avec lui la société Ciné Magma production, au sein de laquelle il travaille jusqu'en 1989. Il indique avoir ensuite « fait des trucs divers et variés, du contrôle de gestion, des missions comme indépendant ». Selon Libération, il travaille « dans les télécoms pour étudier les conséquences du télétravail, notamment les réductions de dépenses d'énergie ».
Marié, il vit à Orsay et est père de deux filles.

### Création et développement du bilan carbone
Ayant commencé à s’intéresser au réchauffement climatique dans le courant des années 1990, il développe l'idée de « bilan carbone » à destination des entreprises,. Par l'intermédiaire de l'ingénieur Benjamin Dessus, il travaille pour l'Ademe et développe la méthode du bilan carbone entre 2000 et 2004 — notamment du bilan carbone personnel —, tout en menant des missions plus rémunératrices en parallèle,. Le bilan carbone français est l'une des deux seules méthodes existantes en la matière au début des années 2000, avec le GreenHouse Gas Protocol aux États-Unis.

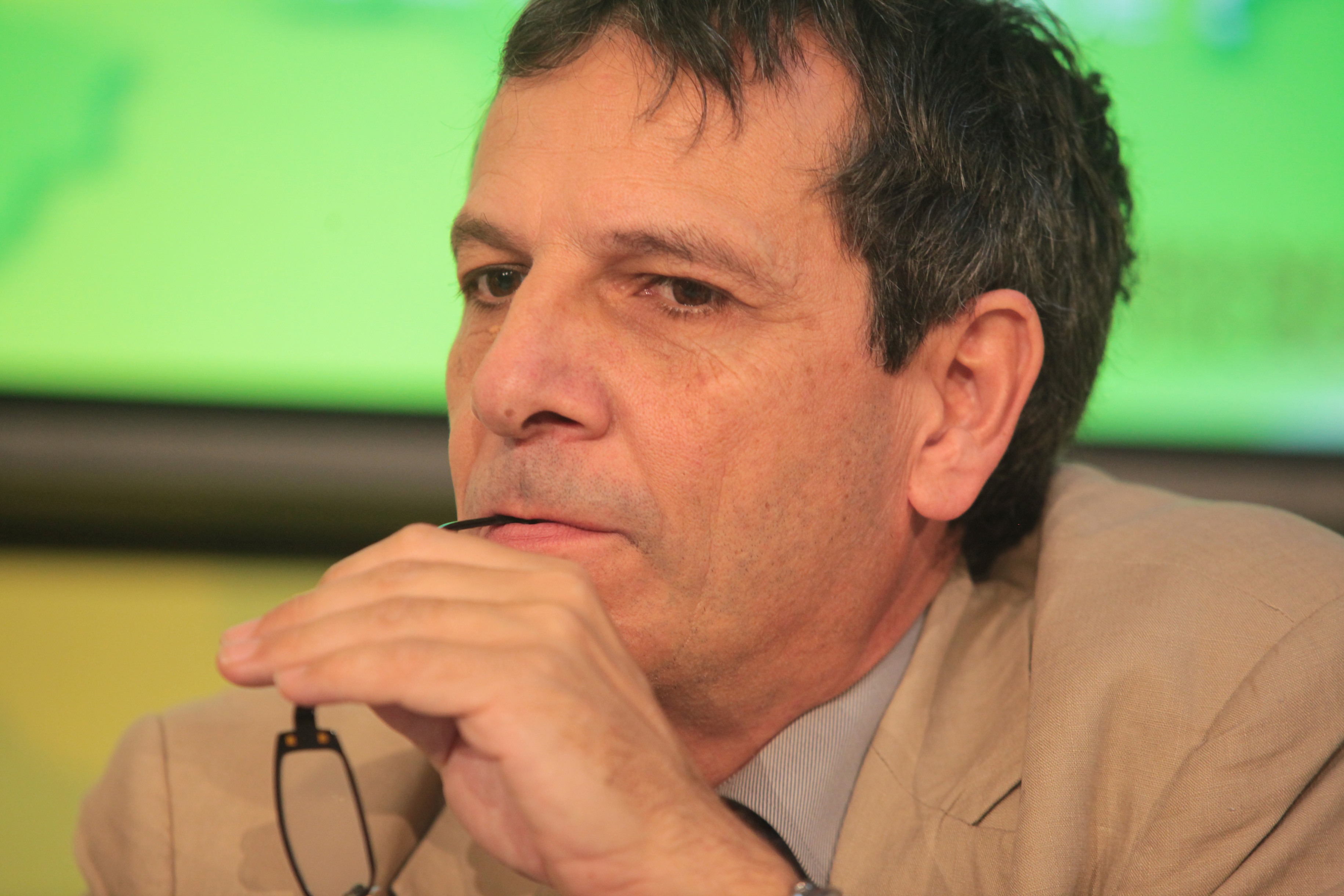
Alain Grandjean en 2009.

En 2007, avec Alain Grandjean il fonde Carbone 4, un cabinet de conseil qui vend des bilans carbone aux entreprises et construit leurs plans d’actions pour réduire leurs émissions de gaz à effet de serre,. Il s'agit du premier cabinet de conseil en stratégie carbone. Carbone 4 se développe particulièrement avec la conférence de Paris de 2015 sur les changements climatiques, ainsi qu'avec l’arrivée en 2017 de l'homme d’affaires Laurent Morel, dirigeant de nombreuses sociétés ayant fait fortune avec le groupe immobilier Klépierre. L’entreprise compte essentiellement des entreprises parmi ses clients, à la fois des acteurs microéconomiques (entreprises, administrations, collectivités locales) et des entreprises de très grande envergure comme Bouygues, EDF, Engie, Lafarge, Orange, TF1, Total et Veolia,,. Alain Grandjean indique en 2021 qu'aucun client de Carbone 4 ne représente plus de 5 % du chiffre d'affaires. La société emploie 31 salariés en 2018, 70 en 2021,. Jean-Marc Jancovici possède 40 % du capital de la société, contre 40 % pour Laurent Morel et 20 % pour Alain Grandjean. Carbone 4 détient la filiale Carbon4 Finance, qui note les émetteurs de gaz à effet de serre au regard du risque de transition pour guider l'allocation d'actifs des sociétés de gestion.

### Activités comme conférencier et enseignant
En 2006, il crée, avec le journaliste Jean-Louis Caffier et le climatologue Hervé Le Treut, les entretiens de Combloux, un séminaire annuel lors duquel des rédacteurs en chef et patrons de rédaction sont invités à s’initier au climat, à l’énergie, au nucléaire en un week-end dans une station de montagne,,. Gilles Bouleau, David Pujadas, Thomas Sotto ou encore Bernard de la Villardière y participent entre 2006 et 2014.
Depuis 2008, il est enseignant vacataire à l’École nationale supérieure des mines de Paris,, où il dispense un cours sur l’énergie et le changement climatique. À la fin des années 1990, il organise également, avec les climatologues Hervé Le Treut et Jean Jouzel, des conférences au sein de X-Environnement, un groupe d’anciens polytechniciens motivés par ces questions — structure dont il devient président en 2001,,.
Il donne régulièrement des conférences rémunérées dans des entreprises, dont les revenus sont reversés, selon ses indications, à sa structure Manicore. Son site personnel, propose un modèle de vulgarisation qui draine plusieurs milliers de visiteurs par jour dès 2009.

### Activités comme expert et conseil
Jean-Marc Jancovici rencontre Nicolas Hulot par l'entremise de Dominique Bourg. En 2001, il entre au comité de veille écologique de la fondation Nicolas-Hulot, puis en 2005 au comité stratégique de cette même fondation. En 2007, il participe à l'élaboration du Pacte écologique signé par les différents candidats à l'élection présidentielle, ainsi qu'au Grenelle de l'environnement. Il ne fait plus partie en 2019 du comité scientifique de la fondation Nicolas-Hulot, dont le président est Alain Grandjean.
Il est membre de l'association ASPO France, qui a pour thème l'étude du pic pétrolier et de ses conséquences.
Il est membre du conseil scientifique du Service de l'observation et des statistiques (SOeS) du ministère de la Transition écologique et solidaire et du Haut Conseil pour le climat, créé en 2018 et placé auprès du Premier ministre.

### The Shift Project
Il lance en 2010 The Shift Project, dont il préside le conseil d'administration et qui « œuvre en faveur d’une économie libérée de la contrainte carbone » : selon Hervé Kempf de Reporterre. L'association diffuse « des analyses sur la transition énergétique au moyen, surtout, de rapports d’expertise de qualité, par exemple sur le numérique ou sur l’approvisionnement pétrolier futur de l’Europe »,,. Selon Le Courrier des maires, il s'agit d'un think tank « luttant contre le réchauffement climatique et défendant une transition bas carbone (reposant, entre autres, sur le nucléaire) ». Les membres de l'association pratiquent le lobbying en direction des élus et des collectivités, notamment en luttant contre l’utilisation du chauffage au gaz dans la nouvelle réglementation de construction du bâtiment, ou en soutenant la création d’un Haut-commissariat au plan. Lors de la campagne présidentielle de 2022, Jean-Marc Jancovici présente, au nom du Shift Project, un « Plan de transformation de l’économie française », qui connaît un succès de librairie,. L'association est financée par des entreprises : grandes (telles que Spie, La Banque Postale, EDF, Bouygues, BNP Paribas ou Veolia,) ; et plusieurs dizaines de PME et d'ETI.
En 2021-2022, The Shifters, l’association sœur du Shift Project, compte 8 000 bénévoles revendiqués, 10 000 « sympathisants », et assure avoir l'oreille de plusieurs députés et conseillers du palais de l'Élysée. L'association est surtout constituée, selon Libération, d'ingénieurs, de cadres et de start-uppers. En 2022, Le Monde indique qu'elle « a été récemment rejointe par des trentenaires sensibles à la question climatique venus d’horizons divers », après avoir été « dans un premier temps essentiellement composée de jeunes ingénieurs ».

### Notoriété
En 2007, Stéphane Foucart souligne dans Le Monde « sa percée médiatique », évoquant son passage régulier sur les plateaux de télévision « depuis près de six ans ».
Depuis les années 2010, il bénéficie d'une notoriété croissante et d'une communauté de soutiens active sur internet — au point d'être parfois qualifié de « gourou » —, notamment grâce à « des conférences sur internet vues des centaines de milliers de fois, et un talent de vulgarisation certain », selon Hervé Kempf de Reporterre,. Il bénéficie régulièrement dans la presse de portraits, interviews, chroniques. Libération le présente comme un « excellent client » pour les journalistes, « doté de formules chocs ». Le Monde considère que « c’est surtout la forme qui produit « l’effet Janco », la « claque » comme disent les étudiants : humour noir et acerbe, expressions récurrentes telles que « ordre de grandeur » et ou « règle de trois » , critique appuyée des médias, du personnel politique et des études supérieures inadaptées au monde sous contraintes qui s’annonce ».
Sa notoriété se développe tout particulièrement à partir de 2018, année marquée par les Marches pour le climat, qui lui attirent un public nouveau, ainsi que des incendies majeurs en Californie et la démission, en France, de Nicolas Hulot du second gouvernement Édouard Philippe,. L'Obs indique en 2021 qu'il « est devenu une véritable star des milieux écologistes » et estime que sa popularité s'est « encore renforcée par son mépris pour les élites ». La Vie le présente en 2022 comme « le nouveau messie de l’écologie », Les Échos comme « une véritable "rockstar" de l'écologie ». Son compte YouTube enregistre, en 2022, 220 000 abonnés et un cumul de plus de 23 millions de vues,. Selon une étude, il est le vulgarisateur climatique le plus suivi sur YouTube en France de 2017 à 2022. Son interview réalisée en 2017 par la chaîne YouTube Thinkerview dépasse le million de vues. En 2022, il dispose également de 195 000 abonnés sur Facebook, et de 600 000 sur LinkedIn. Sa bande dessinée Le Monde sans fin, publiée en octobre 2021 et coécrite avec Christophe Blain, est un succès de librairie avec 500 000 à 600 000 exemplaires vendus en décembre 2022, selon les sources, ce qui en fait l'ouvrage le plus vendu en France en 2022,,. Dans le même temps, il est invité dans des émissions de télévision à forte audience.
En 2022, Le Monde souligne la diversité de ses soutiens, parmi lesquels on trouve « des polytechniciens retraités de Total, des patrons du CAC 40 ou de PME, des militants écolos ou de La France insoumise, des députés LRM ou des hauts fonctionnaires ». Le journal évoque « une « fanbase » plutôt urbaine, masculine et très diplômée, qui se répète ses répliques les plus fameuses », et indique que « le côté très franchouillard de « Janco » et sa critique acerbe des politiques énergétiques allemandes séduisent aussi dans les rangs souverainistes ». Selon Les Échos, « il semblerait qu'il touche particulièrement les jeunes. Son discours sans langue de bois plairait à « ces derniers très sensibles à l'urgence de la situation », analyse la journaliste et spécialiste du changement climatique et de la biodiversité Juliette Nouel ».

## Prises de positions

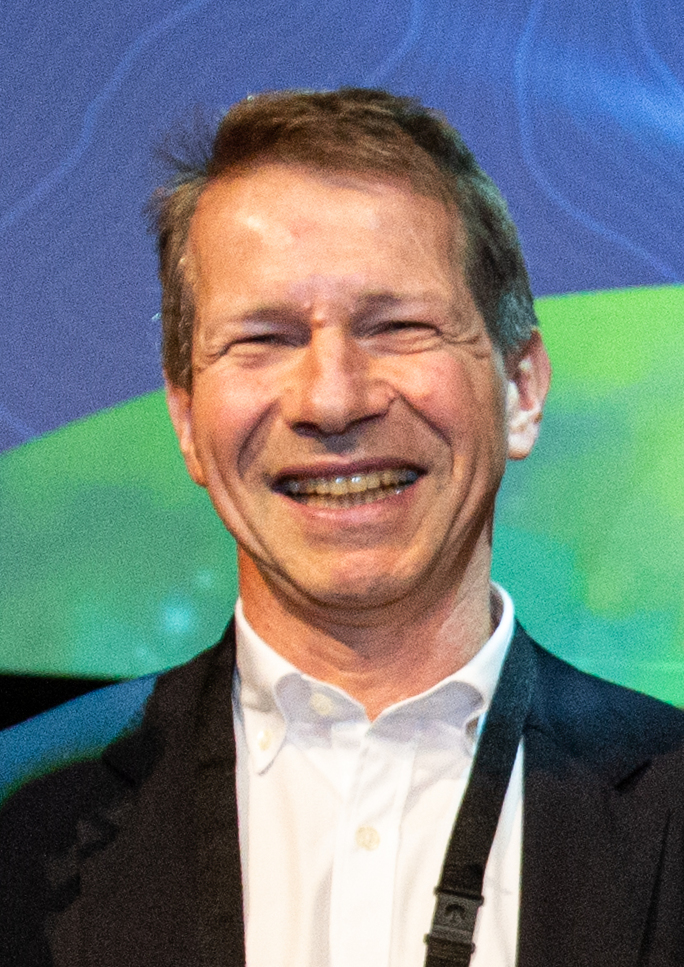
Jean-Marc Jancovici, en 2019.

### Macroéconomie
Jean-Marc Jancovici est convaincu d'une relation quasi linéaire entre l'énergie utilisée et la croissance économique, notamment depuis sa lecture de Sixième discours. Considérations sur les avantages de l’industrie et des machines, en France et en Angleterre, de Charles Dupin (1821),. De la démocratie en Amérique d'Alexis de Tocqueville (1835), Les Limites à la croissance du Club de Rome (1972), ainsi que les travaux des économistes Gaël Giraud et Zeynep Kahraman (qui estiment que l'évolution du produit intérieur brut dépend à 60 % de la consommation d'énergie) figurent également parmi ses sources d'inspiration,,.
Jean-Marc Jancovici considère que le réchauffement climatique se double de l'épuisement avancé des énergies fossiles pour des raisons géologiques, dont on observerait déjà les signes. Il postule l'arrivée imminente — d'ici aux années 2030 — d'un pic pétrolier, entraînant une chute de la consommation, la récession de l'économie mondiale et l'appauvrissement des classes moyennes, et plaide ainsi pour organiser une décroissance inévitable plutôt que de la subir à travers un choc récessif violent,,. Il fait souvent remarquer que le pic de production de pétrole conventionnel a été atteint vers 2008, et selon lui le pétrole de schiste et les sables bitumineux ne seront pas suffisants pour compenser la baisse,. Selon ce scénario, Jean-Marc Jancovici anticipe également une accentuation de la pression migratoire aux portes de l'Europe et de l'Amérique du Nord, et une tentation de dérive autoritaire dans les grandes démocraties.
Le Monde indique en 2021 que « Jean-Marc Jancovici est devenu ces dernières années un des principaux porte-voix de la décroissance en France », relevant que « sa conférence « CO2 ou PIB », donnée à Sciences Po Paris en 2019, a atteint 1,7 million de vues sur Internet ». Selon lui, la tertiarisation de l'économie est insuffisante pour déconnecter les flux matériels de la croissance. Sa défense de la décroissance se retrouve dans le Plan de transformation de l’économie française présenté par le Shift Project en 2022. Dans le même temps, il se présente comme tenant d’une « écologie positive », expliquant que « ce qui nous fait rêver, ce n’est jamais l’interdiction » ou encore qu'« avec le Shift, nous proposons de faire la fête plus longtemps, même si elle est moins intense ». L'Opinion estime alors qu'il s'agit de « positions très adoucies par rapport à celles qu’il défend dans sa BD, Le Monde sans fin, écrite avec Christophe Blain ».
L'Obs considère en 2021 que « ses écrits transpirent d'une méfiance pour le libéralisme des trente dernières années et de la nostalgie d'un État planificateur, des grands récits collectifs et des politiques capables de les porter ». Le Monde le présente en 2022 comme « un fervent partisan d’une planification teintée d’une forme de nostalgie de la manière dont l’État pouvait diriger l’économie dans les années 1960 ».
Avec Alain Grandjean, il considère que la sortie du capitalisme, qu'il définit « seulement comme la propriété privée des moyens de production », « a autant de chances de se produire à brève échéance que l'apparition d'une deuxième Lune la semaine prochaine ».
Tout comme la Fondation Nicolas Hulot dont il anime un temps le comité scientifique, il défend l'instauration d'une taxe carbone, et il estimait que « tout le monde, même les Français modestes, va devoir faire des efforts » parce que « même les Français modestes consomment trop d'énergie », tout en ajoutant que la mesure ne passera pas « sans une pédagogie forte »,. Cette mesure, qui est en 2007 « à contre-courant de l'opinion et du monde politique », constitue l'« unique manière, selon lui, d'affronter le double choc qui vient : raréfaction du pétrole et changement climatique ». Il reviendra des années plus tard sur la viabilité de cette solution pour les particuliers, en déclarant, lors d’une conférence donnée en 2023 à CentraleSupelec, que « c’est un instrument trop lent » qui transforme, ce qui devait être, « un impôt dissuasif en impôt de rente dont l’État n’aura aucune envie de se débarrasser ». Il estime cependant que cela pourrait avoir une efficacité sur des grands groupes, notamment les entreprises productrices d’énergie, pour les pousser à décarboner leurs productions.

### Modes de transport
Privilégiant le transport ferroviaire et le vélo pour ses déplacements, Jean-Marc Jancovici considère que le geste écologique prioritaire est le renoncement à l'avion. Il plaide pour l'instauration d'un quota de vols en avion pour tout individu dans sa vie, évoquant un nombre de trois ou quatre,.
Il critique le consensus autour du développement nécessaire de la voiture électrique, en partant de l'idée qu'elle n'est propre que si l'électricité l'est aussi, ce qui n'est pas le cas à l'échelle planétaire.
En 2023, il prend position contre la construction de l'autoroute A69, déclare qu'« il ne faut pas construire les nouvelles autoroutes et s’occuper en priorité d’électrifier le transport de marchandises ».

### Nucléaire et énergies renouvelables
Jean-Marc Jancovici est connu pour être un partisan affirmé de l'énergie nucléaire,. Il défend sa position en soulignant que le nucléaire émet peu de gaz à effet de serre, produit à la demande, occupe une surface de territoire réduite pour fabriquer un maximum d’énergie, et constitue « une forme de production d’électricité qui présente le moins d’inconvénients pour une production donnée »,,.
Pour décarboner l'économie, il considère que les premières actions pourraient être de développer des réseaux de chaleur en ville et des pompes à chaleur en milieu rural, alimentés par l'énergie nucléaire ou hydraulique. 
En 2017, il affirme une divergence de point de vue avec Nicolas Hulot au moment où celui-ci, devenu ministre, propose de fermer 17 réacteurs nucléaires.
En 2020, il estime que les éoliennes et les panneaux solaires ne sont pas le moyen le moins onéreux de produire une énergie décarbonée. À investissement égal, la décarbonation serait, selon lui, meilleure si l'on recourait aux pompes à chaleur, aux poêles à bois et au biogaz pour des utilisations de niche (engins agricoles, transports en commun).
Il estime que la diminution de la consommation énergétique est inéluctable, mais considère que cette « décroissance » ne peut écarter l'usage du nucléaire, car le solaire et l’éolien sont des sources d'énergie intermittentes et utilisent, selon lui, trop d’espace. Cette intermittence ne pourrait, selon lui, pas être acceptée par les populations, qui refuseraient de diminuer leur consommation énergétique sur certains créneaux horaires. Il considère que la décroissance énergétique sans le nucléaire pourrait conduire à un « effondrement social ». Il qualifie le nucléaire d'« amortisseur de la décroissance », et de « parachute ventral »,.
Selon lui, en France, les énergies renouvelables ne doivent venir qu'en appoint du nucléaire et leur impact sur l'environnement est beaucoup plus néfaste qu'annoncé par leurs promoteurs,. En janvier 2023, il se déclare favorable à un moratoire sur les éoliennes et le photovoltaïque en France, l'argent pouvant être utilisé beaucoup plus efficacement contre les émissions de gaz de serre.
Selon Le Monde, son positionnement, notamment sur le nucléaire, du fait qu'il est inédit, « participe [...] à recomposer le paysage politique autour de la question climatique. Il est ainsi adoré par les pronucléaires et soutenu par certains écologistes ».

### Démographie
Jean-Marc Jancovici est favorable à une régulation démographique « partout » sur Terre afin de réduire les émissions de gaz à effet de serre, estimant que « la seule question, c’est comment va se faire la régulation. Ou bien on essaie de la gérer au moins mal nous-mêmes, ou bien ça se fera de manière spontanée par des pandémies, des famines et des conflits ». En 2015, la journaliste Irène Inchauspé le juge « quelque peu malthusien ». En lien avec son postulat de l'arrivée imminente d'un pic pétrolier, l'historien Jean-Baptiste Fressoz estime qu'il est marqué par des « idées néomalthusiennes très en vogue dans les années 1970 ».
Craignant les effets néfastes de la surpopulation, Jean-Marc Jancovici déclare en 2019 qu'afin de « réguler la population de façon raisonnablement indolore », « dans les pays occidentaux », il conviendrait de cesser « de tout mettre en œuvre pour faire survivre les personnes malades » : il préconise à ce titre l'instauration d'un âge limite pour les receveurs d'organe, comme cela se pratiquerait selon lui au Royaume-Uni, ce qui, note le journaliste Cédric Stanghellini, est inexact : le Royaume-Uni n'a pas instauré de limite d'âge, mais évalue chaque receveur selon des critères suivant la probabilité de succès des interventions. L'âge constitue donc un facteur de risque, mais qui n'est pas forcément décisif pour le choix d'un receveur d’une greffe. Aucun pays n'instaure d'âge limite en la matière.

### Système politique
Selon Hervé Kempf, Jean-Marc Jancovici est critique de la démocratie, qu'il présente comme un « système myope, lent, incohérent souvent », qui ne serait pas capable de prendre en charge le défi de long terme que constitue le réchauffement climatique, et dont les citoyens sont « gouvernés par [leurs] désirs plus que par la raison », ramenant « la compétition électorale […] le plus souvent à une surenchère de promesses corporatistes ou sectorielles balayant aussi large que possible ». Pour parvenir à réduire suffisamment les émissions de gaz à effet de serre, il estime qu'il faudra probablement agir par la contrainte, craint que la démocratie se révèle inefficace et « ne survive pas à la fin des énergies fossiles ». Il n'exclut pas qu'« un système de type chinois » puisse être « un bon compromis » : « Pour lutter contre le changement climatique, il faut être capable d’imposer des efforts extrêmement significatifs et cela veut dire qu’il faut qu’on ait un pouvoir très fort pour être capable de faire respecter ces efforts »,,.
Dans sa bande dessinée Le Monde sans fin (2021), il affirme : « La vitesse à laquelle il faut réformer le système n’est pas compatible avec le maintien d’une liberté individuelle accompagnée du niveau de vie auquel on est habitué aujourd’hui ». L'Opinion y voit « un discours plus radical que celui qu’il tient aujourd’hui sur les plateaux » et considère que « c'est sans doute une stratégie pour ne pas effrayer les politiques, qu’il tente de convaincre depuis de nombreuses années de la pertinence de ses analyses ».
Très critique à l'égard de la classe politique française — qu'il répartit en deux catégories : ceux qui ne comprennent rien au changement climatique et ceux qui sont incohérents —, il plaide également pour une meilleure considération de l'expertise scientifique en politique,,. Avec Alain Grandjean, il propose la nomination à tous les postes de l'État d'un conseiller technique ressources et énergie.

### Positionnement sur l'axe gauche-droite
Libération indique en 2009 qu'il « n'est ni à droite, ni à gauche » mais qu'« il énerve les objecteurs de croissance qui le décrivent comme un libéral repeint en vert fricotant avec les gros pollueurs de la planète » ; en 2021, qu'« il agace à gauche par ses positions pro-nucléaire et sa proximité avec les industriels », mais qu'« il désespère à droite par son discours de décroissance, sa critique du libre-échange et sa volonté de planifier l’économie ». En 2022, Le Monde relève que « Jancovici énerve aussi bien le site écolo Reporterre que le journal libéral L’Opinion », et juge « difficile de placer sur un axe gauche-droite ce porte-parole des inquiets du climat et des ingénieurs en mal de reconnaissance ».
Jean-Marc Jancovici rejette le clivage gauche-droite et privilégie celui « entre ceux qui ont compris qu’il y a un monde fini et ceux qui continuent de croire que la croissance infinie est possible », selon le résumé du Monde. Il indique avoir voté pour François Mitterrand lors de l'élection présidentielle de 1981, pour Jacques Chirac lors de celle de 2002, pour Nicolas Sarkozy lors de celle de 2007 et pour la liste conduite par Jean-Paul Huchon (PS) pour les élections régionales de 2004 en Île-de-France. Il déclare à ce propos : « Un vote, ce n'est pas une déclaration d'amour. Quand je vote, j'élimine. » Il aide par ailleurs Julien Aubert à concevoir le programme énergie climat de son mouvement Oser la France, situé à la droite des Républicains[Quand ?]. Sondé pour entrer au gouvernement Élisabeth Borne, il refuse. En septembre 2022, il est reçu en séminaire par le groupe des élus Républicains, centristes et indépendants au Conseil de Paris.

## Critiques

### Critiques générales
Jean-Marc Jancovici est critiqué pour ses propos parfois jugés péremptoires, un défaut qu'il assume : « C'est la conséquence du manque de temps. Le sujet est si vaste ». Selon Le Monde, il « ne s’embarrasse pas de nuances sur certains sujets qu’il ne maîtrise pas ». Certains représentants des sciences sociales lui reprochent également son déterminisme ramenant tous les sujets à la variable énergétique, qu'il s'agisse de la stagnation économique, du Printemps arabe ou du développement du divorce, tandis que ses défenseurs vantent sa mise en avant de cette variable face à un développement économique qui négligerait les contraintes physiques. Jean-Marc Jancovici est notamment critiqué par Hervé Kempf dans une enquête datant de mai 2021, où il estime que Jancovici « multiplie erreurs et argumentations discutables sur l’énergie et le nucléaire », suscitant un « vif agacement […] chez les spécialistes de l’énergie ou les économistes ». Certains estiment que son approche technique focalisée sur l'énergie l'empêcherait de penser la crise environnementale de manière systémique, en laissant notamment de côté la question de la biodiversité. L'Express se demande si Jean-Marc Jancovici ne néglige pas de se mettre à jour. Le journal cite également un fondateur d'Hespul qui affirme que Jean-Marc Jancovici ne se corrige pas quand on lui fait remarquer ses erreurs sur l'inertie du climat.

### Contradictions sur la transition énergétique
Le Huffington Post a recueilli des avis contrastés sur le traitement pessimiste des énergies renouvelables et optimiste du nucléaire que fait le Le monde sans fin. En 2015 et 2021, RTE et l’Agence de l’environnement et de la maîtrise de l’énergie (ADEME) ont écrit des scénarios avec un mix électrique entièrement composé d'énergies renouvelables, déployé d’ici à 2050,. L’Agence internationale de l’énergie a écrit un scénario baptisé « zéro émission nette », compatible avec un réchauffement de 1,5 degré en 2100, fondé sur une hypothèse où 88 % de l’électricité mondiale a pour origine des énergies renouvelables (dont 68 % de solaire et d’éolien) d’ici 2050. Delfina Muñoz, chercheuse spécialisée sur les technologies solaires au Commissariat à l'énergie atomique et aux énergies alternatives, réagit aux positions de Jean-Marc Jancovici en affirmant que certaines énergies renouvelables peuvent atteindre « un niveau de production correct et un impact environnemental fortement réduit », et estime que la solution est dans une combinaison de technologies, comprenant non seulement le solaire, l’éolien, l’hydroélectricité et le bois, mais aussi la géothermie et l'énergie houlomotrice.
Réagissant aux critiques de Jean-Marc Jancovici au sujet de l'impact des énergies renouvelables quant à l'artificialisation des sols, Cédric Philibert, auteur d’ouvrages sur le climat, s’appuyant sur les données fournies par RTE, indique que « selon que les scénarios ont 50 % ou 100 % de renouvelables dans la production d'électricité, celle-ci, et les lignes de transport d'électricité, artificialiseront de 300 à 700 hectares par an d’ici à 2050 », soit bien en-deçà des « 25 000 hectares artificialisés chaque année en moyenne entre 2010 et 2020 » en France.
Éric Vidalenc, responsable du pôle Transition énergétique de l'ADEME Hauts de France, affirme de son côté que le propos critique de Jean-Marc Jancovici sur les énergies renouvelables n'a pas évolué en dix ans alors que « les coûts de ces énergies ont énormément baissé et [que] plusieurs pays européens ont plus de 30 % de renouvelables dans leur mix énergétique ». Antoine de Ravignan, rédacteur en chef adjoint d'Alternatives économiques, souligne que « le solaire et l’éolien terrestre sont, dans la grande majorité des pays, les moyens les moins chers de produire de l’électricité », et que l'Agence internationale de l'énergie prévoit, en 2022, une forte croissance de ces moyens de production. Jean-Marc Jancovici réagit à cette contradiction en affirmant que le coût bas atteint par les énergies renouvelables est dû à des processus industriels performants grâce aux énergies fossiles, ce qui permet notamment de construire des éoliennes et des panneaux solaires bon marché.
Selon Perrine Mouterde et Stéphane Mandard du journal Le Monde, Jancovici est la « caution scientifique du mouvement antiéolien », relevant qu'il prend parole dans le film Éoliennes : Du rêve aux réalités.
Par ailleurs, Jean-Marc Jancovici, qui se présente comme un « décroissant pronucléaire », est critiqué par des militants et observateurs qui l'accusent de « greenwashing » et lui reprochent de promouvoir une reprise en main autoritaire de la société sous le couvert d'une lutte contre le changement climatique,.
Yves Marignac, expert en énergies nucléaire et fossiles de l’Institut négaWatt, le juge « caricatural » sur le nucléaire : « Il méconnaît profondément la question des déchets, la sûreté, le coût des EPR… Et il assène l'idée que la nécessité du nucléaire est une vérité scientifique, comme si ce n'était pas un choix politique et même de société ».
Selon François-Xavier Martin, polytechnicien, Jean-Marc Jancovici propose, dans sa BD Le monde sans fin, un « rassurisme » sur le nucléaire qui va « jusqu'à l'exploitation d'informations inexactes », notamment s'agissant de la description de la catastrophe de Fukushima, où les barres de sécurité contrôlant la réaction nucléaire ne viennent pas du haut mais du bas, ce qui a créé une possibilité d'écoulement par rupture des joints à la base des barres.
Jean-Marc Jancovici met en perspective les bilans des accidents nucléaires de Tchernobyl et de Fukushima, leur attribuant respectivement 31 morts indirects et aucun mort immédiat. Le Huffington Post souligne que « ce bilan, qui ne prend en compte que les décès immédiats, fait l’objet de nombreux désaccords entre les autorités de sûreté du nucléaire » ; de son côté, le consultant en énergies renouvelables Stéphane His évoque « des milliers de personnes déplacées, des zones contaminées, des coûts des catastrophes estimés entre 200 et 500 milliards d’euros ». Selon deux études, lors de l'évacuation des zones radioactives, dont certaines sont restées évacuées pendant dix ans, 1 300 à 2 300 des personnes déplacées sont mortes de suicides ou de l'arrêt de leurs soins,.
En 2023 et 2024, plusieurs vidéastes spécialisés remettent en cause certaines positions de Jean-Marc Jancovici. En octobre 2023, la chaîne Le Réveilleur publie une vidéo intitulée « Taux de retour énergétique : J.M. Jancovici dans l’erreur ? », dans laquelle il conteste l’emploi du taux de retour énergétique (TRE) pour évaluer la viabilité des sources d’énergie. En juin 2024, il diffuse ensuite, en collaboration avec la chaîne Après la Bière, une série en deux volets intitulée « Entropie : la transition condamnée ? », remettant en question l’usage du concept d’entropie pour affirmer l’impossibilité d’une transition énergétique basée sur les renouvelables. Enfin, le 14 octobre 2024, les chaînes Osons Causer et Le Réveilleur publient conjointement une vidéo intitulée « 6 fois où Jancovici se trompe », analysant six points controversés dans la communauté scientifique de son discours — parmi lesquels l’intermittence des énergies renouvelables et la consommation de métaux.

### Critiques sur ses positions macroéconomiques

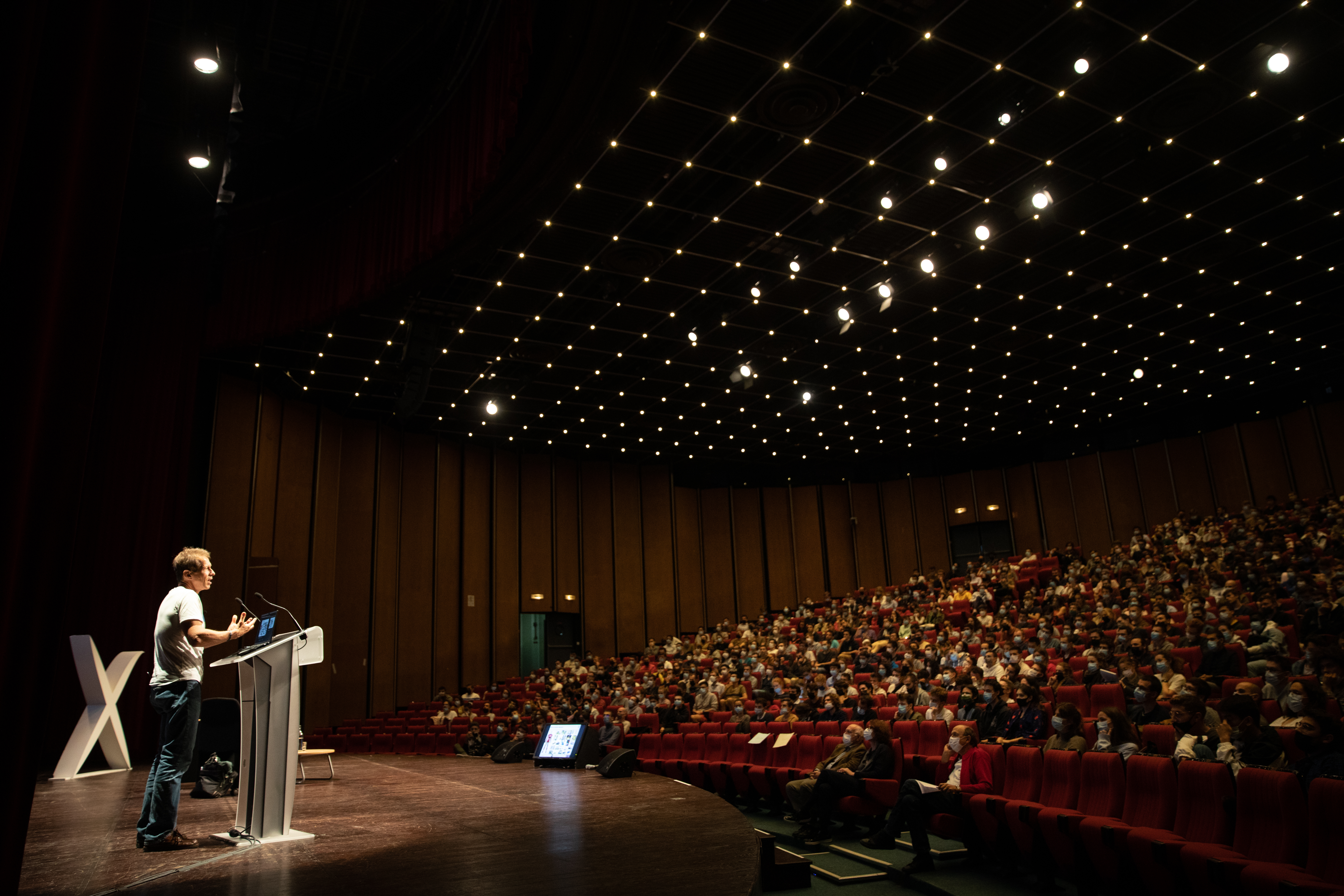
Conférence à l'École polytechnique en 2021.

S'il voit en lui « un excellent vulgarisateur, notamment en sciences de l’ingénieur », François Levêque, professeur à l’École des mines, estime qu'« il pèche […] souvent par une vision caricaturale et ancienne de la science économique ».
Jean-Marc Jancovici indique que « le pic du pétrole dit conventionnel a déjà eu lieu en 2008 et [que], depuis cette date, l’OCDE est entrée dans une espèce de marasme économique ». L'impact économique du pic est tempéré par Patrick Criqui, économiste de l'énergie : on constate bien « un épuisement des ressources dites conventionnelles, facilement accessibles et bon marché », mais « le niveau des prix et les gains technologiques permettent d’aller chercher des gisements plus difficiles et coûteux » : « De fait, les réserves, c’est-à-dire les volumes identifiés et récupérables aux conditions techniques et économiques du moment, continuent d’être renouvelées au fil des années ». Pour Patrick Criqui, la décroissance de la production est « un non-sujet ». La revue Nature évalue que si l’humanité réduisait sa consommation de fossiles à un niveau compatible avec l’objectif d'un réchauffement limité à 1,5 °C, il resterait, en 2050, 58 % des réserves pétrolières exploitables estimées en 2018, 56 % des réserves gazières et 89 % de celles de charbon.
Concernant sa défense d'une relation quasi linéaire entre l'énergie utilisée et la croissance économique, l'énergéticien Stéphane His souligne que « la quantité d’énergie nécessaire pour produire une unité de PIB n’a cessé de décliner depuis une cinquantaine d’années au niveau mondial ». Olivier Blond écrit dans L'Opinion qu'« en Europe, de 1999 à 2019, les émissions de CO2 ont diminué de 23 % alors que le PIB croissait de 50 % ». Antoine de Ravignan, rédacteur en chef adjoint d'Alternatives économiques, estime qu'« il n’y a pas de discussion sur le fait que ce découplage est très insuffisant et Jean-Marc Jancovici a certainement raison d’insister sur la sobriété », mais considère que sa prophétie d'une décroissance inévitable « propage inutilement un discours polarisant, anxiogène, politiquement contre-productif ».
Le sociologue Jean-Baptiste Comby, critique du capitalisme, critique le principe du bilan carbone développé par Jean-Marc Jancovici, estimant que cela « vient alimenter les cadrages qui, en imputant la responsabilité du problème aux individus, consolident la légitimité des mesures visant à verdir l’offre et la demande en influençant le comportement des acteurs économiques ». L'économiste Christian Gollier relève qu'il « ne fait jamais mention du prix du carbone comme solution qui permet d’éviter de se tirer une balle dans le pied aujourd’hui ».

### Critiques politiques
Concernant les propos politiques développés par Jean-Marc Jancovici, Hervé Kempf affirme qu'il s'agit d'« une vision du monde imprégnée d’un mépris pour les gens et de l’aspiration à un gouvernement fort des experts [qui] repose sur une théorie si lacunaire de la démocratie qu’elle est mensongère », liée à « des conceptions politiques et sociales platement réactionnaires ». L'évocation par Jean-Marc Jancovici du général de Gaulle viendrait, selon Hervé Kempf, « réactiver implicitement la nostalgie des Trente Glorieuses » et le « rêve d’un régime décroissant et nucléaire qui serait structuré par un ordre autoritaire, un capitalisme familial qui penserait le temps long, une élite de polytechniciens supposée rationnelle et désintéressée ».
L’énergéticien Stéphane His rapproche Jean-Marc Jancovici du mouvement technocratique américain né dans les années 1930, porté par des ingénieurs et des techniciens, qui a dénoncé un système capitaliste sapant les bases mêmes de sa richesse, à savoir la nature, et préconisé d’organiser l’économie à partir de la réalité du monde physique et de ses limites.
Le journaliste scientifique Sylvestre Huet, membre en tant qu’expert du Shift Project dirigé par Jean-Marc Jancovici, estime que ce dernier « ne parle pas beaucoup de la nécessité de changer les fondements capitalistes de notre société ou de la nécessité de réduire drastiquement les inégalités, de faire disparaître les grandes fortunes. Alors que c’est le seul moyen de rendre acceptable les politiques de sobriété, et même le GIEC le dit ».
Le 22 juin 2021, une tribune intitulée « Jean-Marc Jancovici… une imposture écologique ? », cosignée par une quarantaine d'associations écologistes, est publiée sur plusieurs sites (dont Regards et Reporterre). Elle attribue à Jean-Marc Jancovici « un discours social inégalitaire, la défense du système économique et politique en place, l’appel à une gouvernance autoritaire, conduite par des élites sous influence d’“experts”, un discours patriarcal, la connivence avec les multinationales, la négation des plus importantes catastrophes industrielles, la promotion du nucléaire dont la crise climatique renforce les dangers ». Les associations dénoncent également les financements du Shift Project apportés par EDF, Bouygues, Vinci, BNP, Veolia, Alstom ou Vicat.
D'après Le Monde, « il est perçu comme un macho à l’ancienne par une partie des écolos. Comme quand il souligne que son bilan carbone familial est bas parce que son épouse est à la maison – « ce qui supprime la nécessité d’une deuxième voiture ». Ou qu’il assure que « la politique, c’est un parcours de brutes et ça ne correspond pas à l’essentiel de la psychologie féminine » ».

## Filmographie
- Jean-Marc Jancovici est intervenant dans le documentaire Éoliennes : Du rêve aux réalités réalisé par Charles Thimon et sorti en 2021[64] ;
- Il apparaît dans le documentaire Une fois que tu sais réalisé par Emmanuel Cappellin et sorti en septembre 2021[65].

## Publications

### Ouvrages
- L'Effet de serre : allons-nous changer le climat ? (avec Hervé Le Treut), Flammarion, coll. « Dominos », 2001 — Édition revue et augmentée en 2004  (ISBN 978-2-08-122509-1).
- L'Avenir climatique : quel temps ferons-nous ?, Éditions du Seuil, coll. « Science ouverte », 2002 — prix Roberval 2002.
- Le plein s'il vous plaît ! La solution au problème de l'énergie (avec Alain Grandjean), Éditions du Seuil, 2006 (ISBN 2-02-085792-8) —  rééd. 2010. Essai analysant le problème énergétique et climatique en termes scientifiques, sociologiques, politiques et civilisationnels, où il présente en détail la taxe carbone, et où il insiste sur la nécessité immédiate de sa mise en place.
- Le Changement climatique expliqué à ma fille, Éditions du Seuil, 2009 —  Édition revue et augmentée en 2017  (ISBN 978-2-02-136574-0).
- C'est maintenant ! 3 ans pour sauver le monde (avec Alain Grandjean), Éditions du Seuil, 2009.
- Changer le monde – Tout un programme !, Calmann-Lévy, 2011 (ISBN 978-2-7021-4214-1).
- Transition énergétique pour tous ! Ce que les politiques n'osent pas vous dire, Éditions Odile Jacob, 2013 — version actualisée de Changer le monde – Tout un programme ! (ISBN 978-2-7381-2979-6).
- Dormez tranquilles jusqu'en 2100, et autres malentendus sur le climat et l'énergie, Éditions Odile Jacob, 2015 (ISBN 978-2-7381-3252-9) — Réédition en 2017  (ISBN 978-2-7381-3641-1).
- Décarbonons ! 9 propositions pour que l'Europe change d'ère (avec Zeynep Kahraman et André-Jean Guérin), Éditions Odile Jacob, 2017 (ISBN 978-2-7381-3880-4) — Ouvrage écrit par trois membres de  The Shift Project  relatant leurs propositions pour décarboner l'Europe.
- (en) Adrien Marck, Juliana Antero, Geoffroy Berthelot, Guillaume Saulière, Jean-Marc Jancovici, Valérie Masson-Delmotte, Gilles Boeuf, Michael Spedding, Eric Le Bourg et Jean-François Toussaint, « Are we reaching the limits of Homo sapiens ? », Frontiers in Physiology, vol. 8,‎ 2017, article no 812 (DOI 10.3389/fphys.2017.00812)

### Préfaces
- Patrice Drevet (préf. Jean-Marc Jancovici), La planète se réchauffe ! : comprendre pour mieux lutter, Paris, Éditions du Chêne, 2007, 190 p. (ISBN 9782842777692).
- Jean-François Mouhot (trad. de l'anglais, préf. Jean-Marc Jancovici), Des esclaves énergétiques : réflexions sur le changement climatique, Seyssel, Éditions Champ Vallon, 2011, 152 p. (ISBN 9782876735545).
- Bertrand Barré (préf. Jean-Marc Jancovici), Pourquoi le nucléaire, Louvain-la-Neuve/Paris, De Boeck, 2017, 176 p. (ISBN 9782807306561, lire en ligne).
- The Shift Project, Le plan de transformation de l'économie française, éditions Odile Jacob, 2022.

### Bande dessinée
- Christophe Blain et Jean-Marc Jancovici, Le Monde sans fin : Miracle énergétique et dérive climatique, Paris/Barcelone/Bruxelles etc./impr. en Italie, Dargaud, octobre 2021, 196 p. (ISBN 978-2-205-08816-8).